# Eupteryx furcata
Eupteryx furcata är en insektsart som först beskrevs av Beamer 1943.  Eupteryx furcata ingår i släktet Eupteryx och familjen dvärgstritar.
Artens utbredningsområde är Kalifornien. Inga underarter finns listade i Catalogue of Life.